# Libnotes veitchiana
Libnotes veitchiana là một loài ruồi trong họ Limoniidae. Chúng phân bố ở miền Australasia.